# Алдея-да-Мата
Алдея-да-Мата (порт. Aldeia da Mata)  —  район (фрегезия) в Португалии,  входит в округ Порталегре. Является составной частью муниципалитета  Крату. По старому административному делению входил в провинцию Алту-Алентежу. Входит в экономико-статистический  субрегион Алту-Алентежу, который входит в Алентежу. Население составляет 482 человека на 2001 год. Занимает площадь 37,25 км².